# Valle de la Serena
Valle de la Serena est une commune d'Estrémadure, située dans la province de Badajoz.
Elle compte 1 172 habitants en 2020. On y exploite des mines de wolfram et d'étain. Le philosophe et homme politique Juan Donoso Cortés y est né en 1809.